# Albańskie filmy zgłoszone do rywalizacji o Oscara w kategorii filmu nieanglojęzycznego
Albania przedstawia swoich kandydatów do Oscara dla najlepszego filmu nieanglojęzycznego od 1996 roku. Wyboru dokonuje komitet, powołany przez ministerstwo kultury.
Dotychczas zgłoszono osiemnaście filmów albańskich, z których żaden nie otrzymał nominacji.
| Rok (Ceremonia) | Polski tytuł                               | Angielski tytuł                  | Oryginalny tytuł                           | Reżyser                     | Rezultat       |
| --------------- | ------------------------------------------ | -------------------------------- | ------------------------------------------ | --------------------------- | -------------- |
| 1996 (69.)      | Pułkownik Bunkier                          | Colonel Bunker                   | Kolonel Bunker                             | Kujtim Çashku               | Brak nominacji |
| 2001 (74.)      | Hasła                                      | Slogans                          | Parullat                                   | Gjergj Xhuvani              | Brak nominacji |
| 2008 (81.)      | Smutek pani Šnajder                        | The Sorrow of Mrs. Schneider     | Trishtimi i zonjës Shnajder                | Piro Milkani                | Brak nominacji |
| 2009 (82.)      | Żyj!                                       | Alive!                           | Gjallë!                                    | Artan Minarolli             | Brak nominacji |
| 2010 (83.)      | Wschód, zachód, wschód                     | East, West, East                 | Lindje, Perëndim, Lindje                   | Gjergj Xhuvani              | Brak nominacji |
| 2011 (84.)      | Amnestia                                   | Amnesty                          | Amnistia                                   | Bujar Alimani               | Brak nominacji |
| 2012 (85.)      | Pharmakon                                  | Pharmakon                        | Pharmakon                                  | Joni Shanaj                 | Brak nominacji |
| 2013 (86.)      | Agon                                       | Agon                             | Agon                                       | Robert Budina               | Brak nominacji |
| 2015 (88.)      | Bota                                       | Bota                             | Bota                                       | Iris Elezi, Thomas Logoreci | Brak nominacji |
| 2016 (89.)      | Chromium                                   | Chromium                         | Chromium                                   | Bujar Alimani               | Brak nominacji |
| 2017 (90.)      | Przedświt                                  | Daybreak                         | Dita zë fill                               | Gentian Koçi                | Brak nominacji |
| 2019 (92.)      | Delegacja                                  | Delegation                       | Delegacioni                                | Bujar Alimani               | Brak nominacji |
| 2020 (93.)      | Otwarte drzwi                              | Open Door                        | Derë e hapur                               | Florenc Papas               | Brak nominacji |
| 2021 (94.)      | Dwa lwy jadą do Wenecji                    | Two Lions Heading to Venice      | Luanët Drejt Venecias                      | Jonid Jorgji                | Brak nominacji |
| 2022 (95.)      | Një Filxhan Kafe dhe Këpucë të Reja Veshur | A Cup of Coffee and New Shoes On | Një Filxhan Kafe dhe Këpucë të Reja Veshur | Gentian Koçi                | Brak nominacji |
| 2023 (96.)      | Aleksander                                 | Alexander                        | Aleksander                                 | Ardit Sadiku                | Brak nominacji |
| 2024 (97.)      | Kropla wody                                | Waterdrop                        | Pikë uji                                   | Robert Budina               | Brak nominacji |